# Síndrome de Löffler
Síndrome de Löffler ou de Loeffler é uma doença caracterizada pelo acúmulo de eosinófilos no pulmão, em resposta a uma infecção por um verme parasita, como as lombrigas. Pode causar tosse, dificuldade para respirar, respiração acelerada, vômito e febre.
Foi descrita, pela primeira vez, em 1932 por Wilhelm Löffler, em casos de pneumonia eosinofílica causada por parasitas, como o Ascaris lumbricoides, o Strongyloides stercoralis e os causadores da ancilostomíase, Ancylostoma duodenale e Necator americanus.
Apesar de Löffler ter descrito somente a pneumonia eosinofílica no contexto da infecção, muitos autores atribuem o termo "síndrome de Löffler" a qualquer forma de aumento da atividade dos eosinófilos nos pulmões (eosinofilia pulmonar) de início agudo, independente de sua causa básica. Se a causa for desconhecida, isso é especificado e chamado de "eosinofilia pulmonar simples". Os problemas cardíacos causados por lesões provocadas pelas proteínas secretadas pelos eosinófilos (por exemplo, a proteína básica principal) são conhecidos como endocardite de Loeffler e podem ser causados por eosinofilia idiopática ou por eosinofilia em resposta a infecção parasitária.

## Diagnóstico e tratamento
O diagnóstico é feito com radiografia pulmonar mostrando uma área de infecção pulmonar e um hemograma completo mostrando mais de 500 eosinófilos por microlitro. Um exame de parasitas em fezes pode revelar o verme responsável, o que permite selecionar o antiparasitários mais adequado para matar os vermes responsáveis.